# Razan Zaitouneh

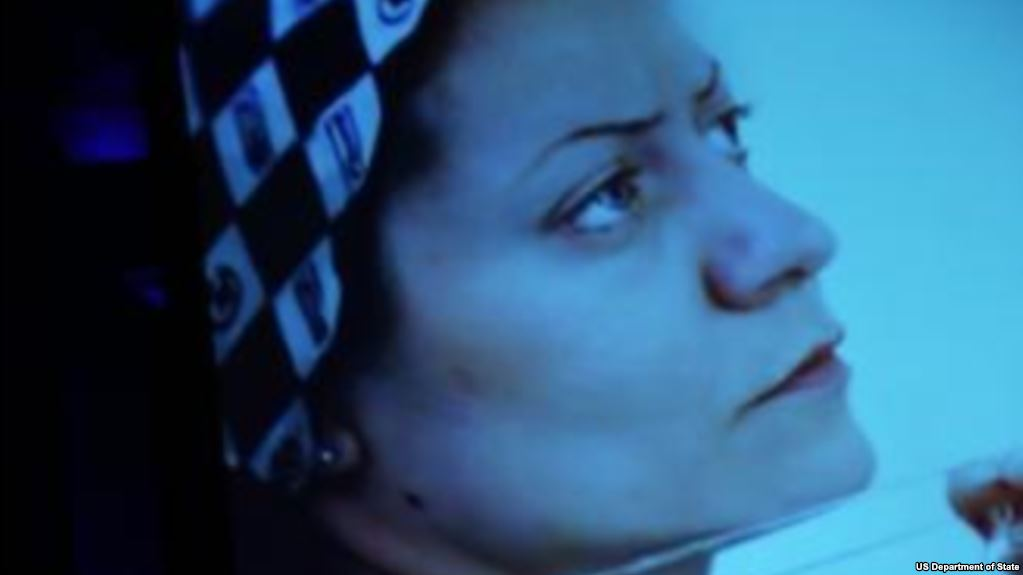
Razan Zaitouneh

Razan Zaitouneh (arabisch رزان زيتونة, DMG Razān Zaitūna; * 29. April 1977 in Syrien) ist eine syrische Rechtsanwältin und Journalistin. Sie gehört der demokratischen Opposition an und ist eines der bekanntesten Gesichter des gewaltfreien syrischen Widerstandes im Bürgerkrieg in Syrien. Seit dem 9. Dezember 2013 wird sie vermisst.

## Leben und Wirken
Zaitouneh absolvierte 1999 ihr Studium an der rechtswissenschaftlichen Fakultät in Damaskus. 2001 begann sie als Anwältin mit Schwerpunkt Menschenrechte zu arbeiten und wurde Mitglied einer Gruppe von Anwälten, die sich der Verteidigung politischer Gefangener annahmen. Zaitouneh verteidigte politische Gefangene unabhängig von ihrer politischen Ausrichtung. Sie gehört zu den Gründungsmitgliedern der Menschenrechtsvereinigung in Syrien HRAS - Human Rights Association in Syria, für die sie bis 2004 tätig war.
Seit 2004, also lange bevor der Aufstand gegen die Regierung von Baschar al-Assad begann, veröffentlichte sie Dutzende von Artikeln und Reportagen auf Websites und in verschiedenen Zeitungen über die Situation der Menschenrechte und der freien Meinungsäußerung in Syrien. 2005 gründete sie die Internet-Plattform SHRIL (Syrian Human Rights Information Link vdc-sy.org), die als Datenbank für Menschenrechtsverletzungen des Regimes im Land dient. Des Weiteren arbeitete sie im Komitee für die Unterstützung der Familien von politischen Gefangenen.
Nachdem sie im syrischen Fernsehen als ausländische Agentin bezeichnet wurde, musste sie untertauchen. Etwa seit Beginn der Syrischen Revolution Anfang 2011 lebte sie deshalb in Damaskus im Untergrund, wechselte mehrmals pro Woche ihr Versteck, und dokumentierte Menschenrechtsverbrechen aller Konfliktparteien.
Zunächst schrieb sie auf ihrer Facebook-Seite über die Entwicklungen auf der Straße. Die Seite wurde bald zur zentralen Datenquelle über die syrische Revolution. In Zusammenarbeit mit den lokalen Koordinationsbüros (LCC) in ganz Syrien, veröffentlichte sie Informationen zu geplanten Demonstrationen, über Teilnehmerzahlen, Verhaftungen und Opferzahlen. Sodann gründete sie zusammen mit weiteren Aktivisten das Violations Documentation Center (VDC), wo sie zunächst die Menschenrechtsverletzungen und Gewaltanwendungen des Regimes dokumentierte. Später dokumentierte sie dann auch die Menschenrechtsverletzungen extremistischer Gruppen in Syrien. Sie sammelte und veröffentlichte die Namen der durch das Regime als auch durch die Extremisten Getöteten.
Im Mai 2011 wurde ihr Haus in Damaskus vom Geheimdienst der Luftwaffe gestürmt. Der 20-jährige Bruder ihres Ehemannes, Aburrahman Hamada, der gerade zu Besuch war, wurde als Geisel zum Austausch gegen das flüchtige Ehepaar festgenommen. Nach seiner Festnahme wurde auch Zaitounehs Mann Wa'el Hamada vom Luftwaffengeheimdienst verhaftet. Die Brüder verbrachten drei Monate in Einzelhaft, ehe sie freigelassen wurden.
Da die Lage in der Hauptstadt zu gefährlich wurde, floh Zaitouneh in die von Rebellen kontrollierten Gebiete der Ost-Ghuta. Hier wurde sie Zeugin des Giftgasangriffs auf die Gegend. „Der Chemiewaffenangriff war eine Zäsur“, schrieb sie. Als „Erschütterung und Demütigung“ habe sie die vom UN-Sicherheitsrat verabschiedete Resolution zur Vernichtung der syrischen Giftgaswaffen empfunden: „Diese Resolution impliziert, dass der Täter, Baschar al Assad, noch mindestens ein weiteres Jahr an der Macht bleibt – und das mit Duldung der internationalen Gemeinschaft.“ Weiterhin kritisierte sie:

„‚Die SyrerInnen werden nicht vergessen, dass die internationale Gemeinschaft in der Lage war, das Regime zur Vernichtung seiner Chemiewaffen zu zwingen – aber nicht in der Lage ist, das Regime zu zwingen, die Belagerung ganzer Städte zu beenden, in denen täglich Kinder an Hunger sterben. Dabei stimmt die Formulierung ‚nicht in der Lage sein‘ überhaupt nicht. Richtiger wäre: ‚es wollte nicht oder ‚es war nicht interessiert‘“

## Gewaltsames Verschwinden
Am 9. Dezember 2013 wurde sie zusammen mit ihrem Ehemann Wa'el Hamada, der Aktivistin Samira Khalil und dem Rechtsanwalt und Dichter Nazem Hammadi von Bewaffneten aus ihrem Büro im syrischen Duma (Ost-Ghuta), einem Vorort von Damaskus, entführt. Seither gelten alle vier als vermisst. Es gibt weder ein Lebenszeichen noch haben sich die Entführer mit Forderungen an die Öffentlichkeit gewandt, weshalb nicht zweifelsfrei erwiesen ist, wer für die Entführung verantwortlich ist.
Sicher ist jedoch, dass Zaitouneh wegen ihrer Aktivitäten sowohl von den syrischen Behörden als auch von bewaffneten Oppositionsgruppen bedroht wurde. Mehrere Monate vor ihrer Entführung erhielt sie Drohungen, welche sie zum Teil in einem Artikel für den Online-Nachrichtendienst Now Lebanon beschrieb. Im September 2013 berichtete sie, dass sie auch durch lokale bewaffnete Gruppen in Duma bedroht wurde, weil sie sich unter anderen weigerte, ein Kopftuch zu tragen.
Im April 2014 veröffentlichte Zaitounehs Familie eine Stellungnahme, in der sie Zahran Alloush für das Wohlbefinden der vier Entführten verantwortlich macht, da seine Gruppe Brigade des Islam so stark in der Gegend vertreten ist.
Im Dezember 2014 berichtete die FAZ über die Bemühungen der Familie und von Freunden der Entführten, die auf ihre Freilassung zielten.
Laut Recherchen der Deutschen Welle geben mehrere Zeugen an, Zaitouneh zwischen 2014 und 2017 im Tawbeh-Gefängnis in Duma inhaftiert gesehen zu haben. Das Gefängnis befindet sich im Sicherheitskomplex der Rebellengruppe Dschaisch al-Islam, die aus der Gruppe Brigade des Islam hervorgegangen ist. Ein Computer, den Zaitouneh und Khalil von einem US-Hilfsprogramm erhalten hatten, wurde zwei Monate nach der Entführung ebenfalls von diesem Ort aus benutzt.
Im Jahr 2015 verdichteten sich die Hinweise, dass sich die vier Vermissten in der Gewalt der Rebellengruppe Dschaisch al-Islam befinden. Mazen Darwish, ein enger Freund der vier Vermissten, verhandelte mit einem Vertreter der Islamistengruppe. Er berichtet darüber:

„Ich habe ihm angeboten, ein Video aufzunehmen, in dem ich die Schuld auf mich nehme und sage, ich hätte wegen finanzieller oder politischer Probleme die Entführung von Razan beauftragt – oder was immer sie als Garantie wollen. Der Vertreter von Jaish al-Islam hat dann gesagt: Selbst wenn du uns dieses Video gibst, kannst du garantieren, dass Razan nicht redet? Damals dachte ich sofort: oh, Wahnsinn, sie haben sie.“

Syrische Aktivisten behaupteten im April 2019, sie hätten durch Befragung von anderen Pro-Assad-Aktivisten, die im selben Gefängnis saßen, erfahren, dass Zaitouneh durch syrische Rebellen von Dschaisch al-Islam zum Tode verurteilt und hingerichtet worden sei. Im Februar 2020 wurde behauptet, die Leiche wäre mit auf dem Rücken gefesselten Händen durch die syrische Regierung in einem Massengrab ausgegraben worden. Beweise wie bspw. DNA-Ergebnisse wurden noch nicht geliefert.
Der Menschenrechts-Dachverband FIDH und eine syrische Organisation in Frankreich erstatteten Anzeige gegen Dschaisch al-Islam wegen Verbrechen gegen die Menschlichkeit und Folter. Die Rebellengruppe befand sich zu dem Zeitpunkt nicht auf der Terrorbeobachtungsliste der Vereinten Nationen.

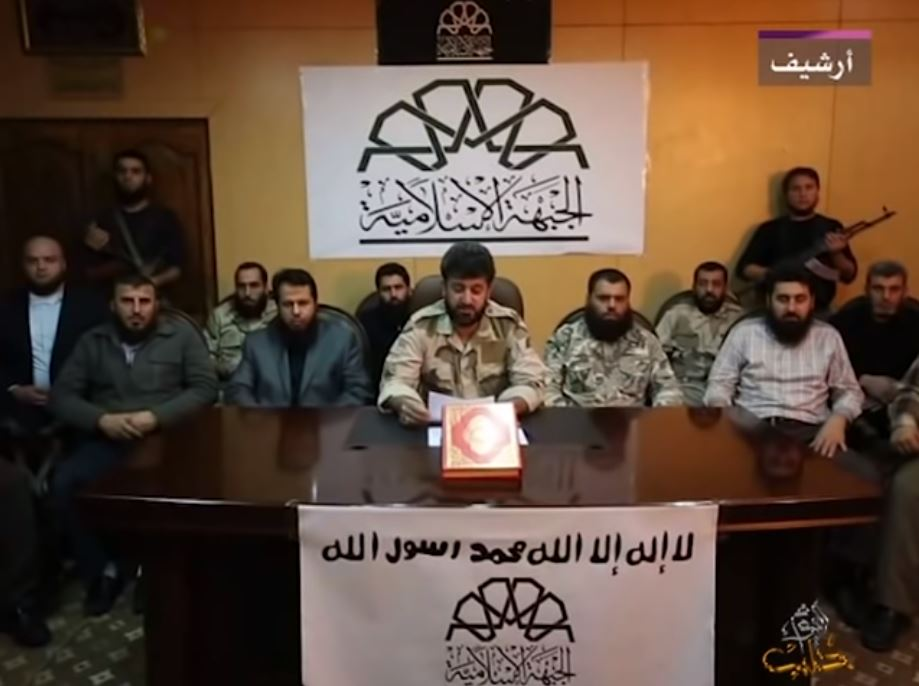
Bekanntmachung der Gründung der Islamischen Front am 22. November 2013. Islam Alloush ist ganz links im Bild zu sehen.

Am 29. Januar 2020 wurde Islam Alloush, der ehemalige Sprecher der syrischen Rebellengruppe Dschaisch al-Islam, der mithilfe eines Studentenvisums des Erasmus-Programms nach Frankreich eingereist war, in Marseille von den französischen Behörden festgenommen. Er war zu dem Zeitpunkt 32 Jahre alt.
Alloush räumte im weiteren Verlauf gegenüber den französischen Ermittlern ein, dass seine Rebellengruppe Razan Zaitouneh und die anderen drei Vermissten getötet hätten, nachdem schon Pro-Assad-Leute, die zusammen mit Zaitounehs Gruppe im Gefängnis der Rebellengruppe gesessen hatten, zuvor berichtet hatten, dass Zaitounehs Gruppe von den Rebellen zum Tode verurteilt und hingerichtet worden sei. Alloush, der ein hochrangiger Islamist der Rebellengruppe Dschaisch al-Islam war, unterrichtete die Ermittler ebenfalls über den Ort, wo die Leichen der Hingerichteten verscharrt worden waren. Alloush wurde daraufhin von den französischen Behörden wegen Kriegsverbrechen, Folter und gewaltsamen Verschwindenlassens beschuldigt und inhaftiert. Bei dem Namen „Islam Alloush“ handelt es sich jedoch um einen sogenannten Kampfnamen (nom de guerre). Der bürgerliche Name der verhafteten Person lautet Majdi Naameh, Majdi Nema, Majdi Nehme oder auch Magdi Mustafa Neama (arabisch مجدي مصطفى نعمة). Im Sommer 2017 hatte er die Rückkehr zu seinem alten bürgerlichen Namen bekanntgegeben. Die Familie von Majdi Naameh/Islam Alloush hatte gut ein Jahr nach dessen Verhaftung ebenfalls Vorwürfe gegen die französischen Behörden erhoben und bezichtigt diese der Folter.
Mitte Februar 2020 meldete die staatliche syrische Nachrichtenagentur SANA, dass im Bereich der südöstlich von Duma gelegenen Landwirtschaftsbetriebe von al-Eib ein Massengrab mit ungefähr 70 Leichen von Zivilisten und Armeeangehörigen entdeckt worden sei, darunter eine Frau. Bislang ist nicht geklärt, ob sich die vier vermissten Personen darunter befinden.
Im Jahr 2021 konfrontierte die Deutsche Welle Hamza Bayraqdar, den Sprecher von Dschaisch al-Islam im Norden Syriens, mit den Recherchen über das Tawbeh-Gefängnis in Duma. Dieser stritt alle Vorwürfe ab, sowohl die der Folter als auch die des gewaltsamen Verschwindens von Menschen. Die von der Deutschen Welle benannten Zeugen bezichtigte er der Lüge. Bayraqdar beschuldigte im Gegenzug dem Dschaisch al-Islam feindlich gesinnte Gruppen der Tat, ohne jedoch Indizien oder Belege für seine Behauptungen vorzulegen.

## Auszeichnungen
Zaitouneh erhielt zahlreiche Auszeichnungen, u. a. den Sacharow-Preis für geistige Freiheit (2011), den Anna-Politkowskaja-Preis für die Verteidigung der Menschenrechte (2011), den Ibn-Ruschd-Preis (2012), den International Women of Courage Award (2013) und den Petra-Kelly-Preis (2014).
Zum internationalen Tag der Pressefreiheit am 3. Mai 2014 wurde sie von Reporter ohne Grenzen mit dem Preis „Helden der Informationsfreiheit“ gewürdigt.